# Semiothisa saburrata
Semiothisa saburrata là một loài bướm đêm trong họ Geometridae.